# Tour de Vendée 2011
La 40e édition du Tour de Vendée  a eu lieu le dimanche 2 octobre 2011. Il s'agit de la dernière épreuve de la Coupe de France de cyclisme sur route 2011.

## Présentation

### Participants

#### Équipes
15 équipes participent à cette édition : 3 équipes ProTeams, 10 équipes continentales professionnelles et 2 équipes continentales.
| N.    | Code | Équipe            |
| ----- | ---- | ----------------- |
| 1-8   | EUS  | Euskaltel-Euskadi |
| 11-18 | ALM  | AG2R La Mondiale  |
| 21-28 | VCD  | Vacansoleil-DCM   |
| 31-38 | EUC  | Europcar          |
| 41-48 | FDJ  | FDJ               |
| 51-58 | COF  | Cofidis           |
| 61-68 | SAU  | Saur-Sojasun      |
| 71-78 | BSC  | Bretagne-Schuller |
| 81-88 | TT1  | Team Type 1       |

| N.      | Code | Équipe                   |
| ------- | ---- | ------------------------ |
| 91-98   | LAN  | Landbouwkrediet          |
| 101-108 | VWA  | Veranda's Willems-Accent |
| 111-118 | CCC  | CCC Polsat Polkowice     |
| 121-128 | CJR  | Caja Rural               |
| 131-138 | AUB  | BigMat-Auber 93          |
| 141-148 | RLM  | Roubaix Lille Métropole  |

## Classement final

### Classement général
|    | Coureur            | Pays     | Équipe            |    | Temps           |
| -- | ------------------ | -------- | ----------------- | -- | --------------- |
| 1  | Marco Marcato      | Italie   | Vacansoleil-DCM   | en | 4 h 47 min 33 s |
| 2  | Peio Bilbao        | Espagne  | Euskaltel-Euskadi | +  | m.t             |
| 3  | Maxime Bouet       | France   | AG2R La Mondiale  |    | m.t             |
| 4  | Laurent Pichon     | France   | Bretagne-Schuller |    | m.t             |
| 5  | Guillaume Levarlet | France   | Saur-Sojasun      |    | m.t             |
| 6  | Anthony Charteau   | France   | Europcar          |    | 04 s            |
| 7  | Perrig Quéméneur   | France   | Europcar          |    | 14 s            |
| 8  | Evert Verbist      | Belgique | Verandas Willems  |    | 23 s            |
| 9  | Iñaki Isasi        | Espagne  | Euskaltel-Euskadi |    | 36 s            |
| 10 | Reinier Honig      | Pays-Bas | Landbouwkrediet   |    |                 |